# Casco histórico del Cementerio General de Santiago

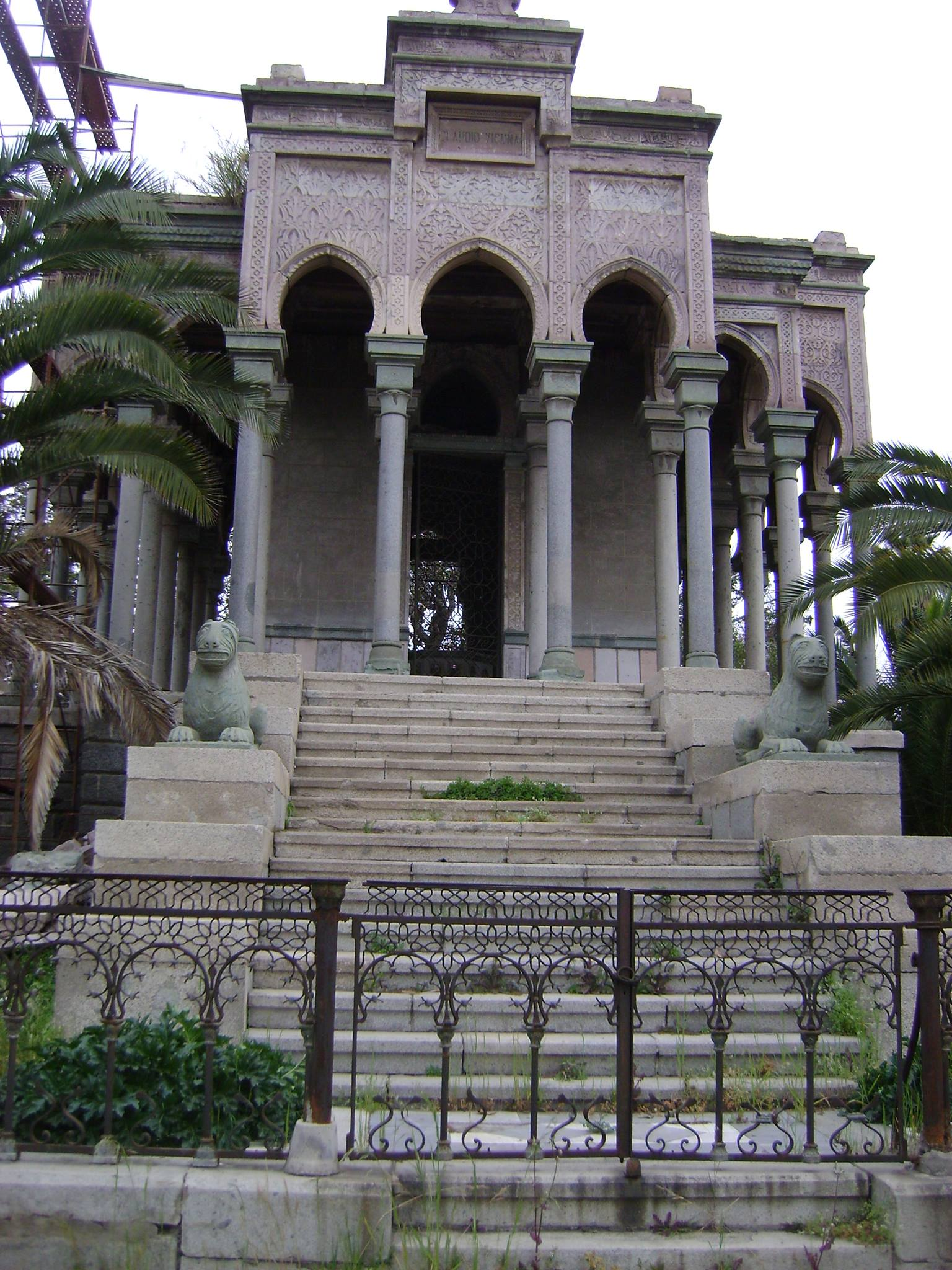
Casco Histórico Cementerio General

El Casco histórico del Cementerio General, en Santiago de Chile, es el área más antigua de dicho cementerio, previa a la década de 1930, que está protegida como Monumento nacional por su valor histórico y patrimonial.
Foto: Mausoleo de Claudio Vicuña.

## Historia
El Cementerio General fue fundado en 1821 por Bernardo O´Higgins. Antes de este cementerio laico no había un lugar digno para dar sepultura a quienes no fueran católicos o tuvieran pocos recursos, y se acostumbraba dejar sus cuerpos a un costado del cerro Santa Lucía. Como símbolo de esta iniciativa, en el Patio de los Disidentes, uno de los sectores más emblemáticos, yace el reverendo evangélico Juan Canut de Bon. Es por esta razón que el Cementerio General marcó un hito en la historia gracias a la inspiración de Benjamín Vicuña Mackenna, quien lo proyectó como un lugar de recuerdo de los antepasados. Mientras que su fundador, Bernardo O’Higgins, vio en él la oportunidad de rendir homenaje a los próceres de Chile, pero principalmente, de unificar a la nación. También es importante mencionar dentro de los motivos de creación, las necesidades sanitarias de la época.

## Casco Histórico
A pesar de ser un lugar nostálgico, también es un lugar que alberga un gran patrimonio arquitectónico, escultórico y artístico.
Su casco histórico comprende 28 hectáreas seleccionadas para su protección por incluir todas aquellas edificaciones funerarias anteriores al año 1930 y que corresponden al 95% de las tumbas de mayor valor patrimonial. Forman parte también los accesos en forma de portales y la Plaza La Paz. Dentro de la zona protegida se cuentan más de 200 esculturas, alrededor de 900 obras de arquitectura, de las cuales 230 se han considerado de alta calidad, las tumbas de 170 personajes connotados, y en total 70 manzanas de sepulturas organizadas en un trazado urbano que reproduce la ciudad "de los vivos" con calles, avenidas, segmentaciones socioeconómicas, etc. Además, un parque plantado entre 1832 y 1891 compuesto por cipreses, magnolios, olmos, palmeras chinas, araucarias, jacarandá junto a otras especies. También fue votado recientemente como uno de los mejores cementerios por CNN Travel, junto con el cementerio de Green-Wood de Brooklyn, Nueva York, el Granary Burying Ground de Boston, el Mount Pleasant de Toronto, el St. Louis Cementery N°.1 en Nueva Orleans, el Highgate Cementery de Londres, el Pere-Lachaise de Paris, el Old Jewish Cementery de Praga y el Cementerio Monte de los Olivos en Jerusalén.

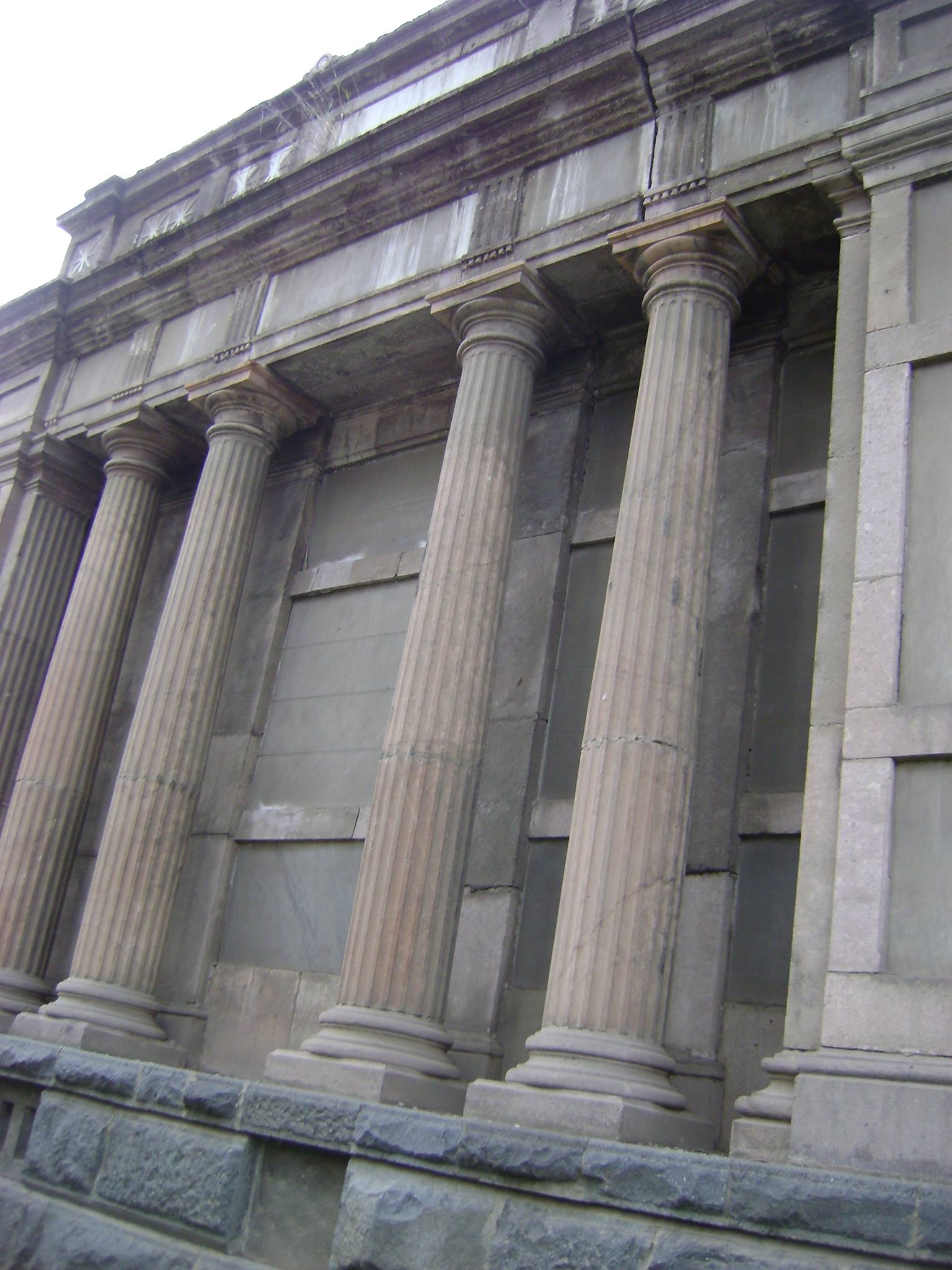
Edificios, Cementerio General de Santiago.

Hace algunos años el Casco Histórico del Cementerio General fue declarado Patrimonio Histórico Nacional por el Consejo de Monumentos Nacionales, pues es en él donde se encuentra la mayor cantidad de obras con valor patrimonial y descansa eternamente la mayoría de los personajes ilustres enterrados en el panteón.
Hay estatuas, algunas en las tumbas y otras no, de diferentes escultores chilenos y extranjeros en el camposanto de Santiago, de Rebeca Matte (quién también está sepultada aquí), Antonio Morera, Octavio Román, José Perotti, Vicente Olcese (italiano), Samuel Román, Pierre Carrier-Belleuse (francés), entre otros.
Los mausoleos y tumbas tienen diversos estilos arquitectónicos: egipcio, griego, romano, mesoamericanos, gótico, morisco y más contemporáneos. Hay coloridos vitrales y elaborados trabajos en hierro forjado más tradicionales y también al estilo art decó.
Mientras se pasea por las calles principales y callejones, admirando los mausoleos, esculturas y vitralesen silencio, se disfrutan los árboles, las flores y las plantas de los deudos para decorar a sus seres queridos. La mayoría de los árboles en este gran parque son cipreses.
Es posible darse cuenta de que este camposanto es una ciudad dentro de una ciudad, lleno de edificios de departamentos, casas, casonas y mansiones, con áreas verdes, calles y museos. El cementerio es un reflejo de la sociedad chilena. Sus sepulturas te dicen a que nivel socioeconómico pertenecen los fallecidos enterrados.
Los mausoleos más grandes y elaborados pertenecen a las familias más ricas e importantes de Chile, que encontrarás en la parte más vieja, a su entrada. Al seguir caminando se ven mausoleos más nuevos, que se podría pensar que pertenecen a los nuevos ricos y luego los grandes ‘edificios’ donde se encuentran los nichos, pertenecientes al sector de la población con menos recursos.
Si bien no fue un lugar de detención, el Cementerio General se alza como testigo de la dictadura, al albergar en su interior al Patio 29, usado para enterrar clandestinamente a víctimas de la represión política. El año 2006, este paño de terreno fue declarado Monumento Nacional en la categoría de Monumento Histórico.
Junto con ello, el Memorial del Detenido Desaparecido y del Ejecutado Político también dan testimonio de ese período y recuerdan a sus víctimas. Elaborados en mármol, fueron inaugurados en febrero de 1994. Tiene en su lado izquierdo, los nombres de detenidos desaparecidos y en el derecho, las identidades de ejecutados políticos.
Además alberga una serie de monumentos que rememoran otros sucesos que han marcado la historia del país como el Patio de los Disidentes, Monumento a los “mártires” de la matanza del Seguro Obrero, Combate de Lo Cañas en la Guerra Civil de 1891, entre otros.

## Actualidad

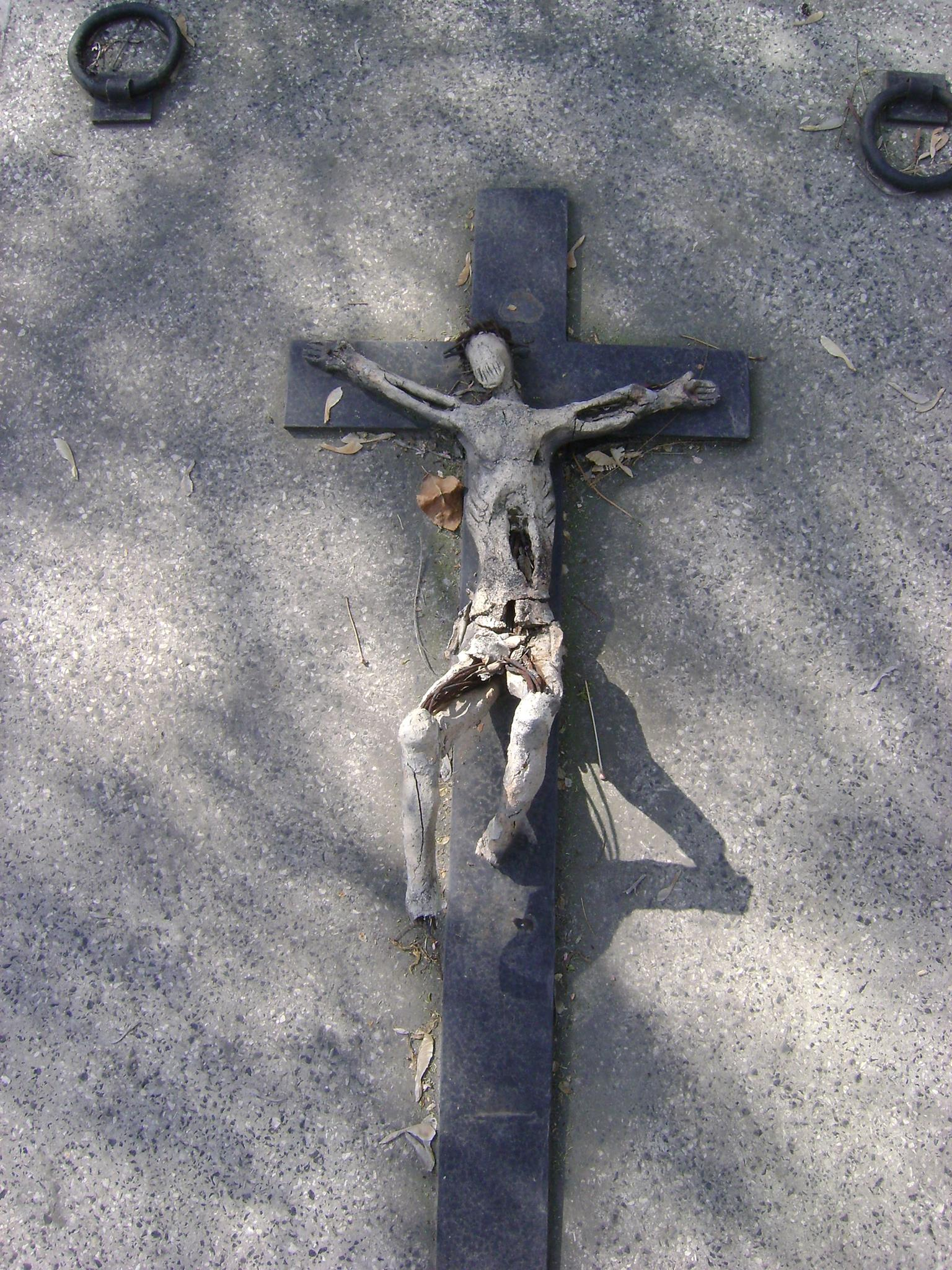
Crucifijo, Cementerio General de Santiago.

En la actualidad el Cementerio General es administrado por la Ilustre Municipalidad de Recoleta. Por su gran atractivo son muchos los fotógrafos, artísticas y público en general quienes visitan el cementerio atraídos por su belleza y arquitectura. También se realizan visitas guiadas por el Cementerio General y sus alrededores donde se abordan temáticas políticas, económicas, sociales y culturales, además de temáticas paranormales y leyendas en los tours nocturnos, solo hay que llamar directamente al Cementerio y agendar un horario.

## Hitos de importancia en el cementerio
- Monumento de Bernardo O’Higgins.
- Memorial de los Detenidos Desaparecidos
- Valor arquitectónico (Construcciones de variados estilos, esculturas, vitrales y amplias avenidas arboladas)

Al recorrer el Cementerio se puede visitar las sepulturas de algunos expresidentes como:
- Eduardo Frei Montalva
- José Santiago Portales
- Manuel Bulnes
- José Manuel Balmaceda
- Pedro Montt
- Alessandri padre e hijo
- Patricio Aylwin
- Salvador Allende, que es una de las más famosas.[8]

También alberga a importantes personajes chilenos como: 
- Víctor Jara
- Andrés Bello
- Pablo de Rokha
- Marta Bruntet
- Camilo Henríquez
- Manuel Rodríguez
- Violeta Parra, entre otros.